# International Open Series 2008/2009
International Open Series 2008/2009 (полное название — 2008/2009 Pontin's International Open Series) — серия профессионально-любительских (pro-am) снукерных турниров с 2008 по 2009 года.

## Формат
Серия (сезон) состоит из 8 рейтинговых турниров. Турниры начинаются с 1/64 финала и проводятся по олимпийской системе. Призовой фонд и рейтинговые очки на всех турнирах одинаковы. Восемь сильнейших игроков по итогам сезона приобретают статус профессионалов и на следующий сезон переходят в мэйн-тур.
Матчи проводятся в Pontin's World Snooker Centre (Престатин, Уэльс).
- Формат проведения матчей:

1 раунд — 1/8 финала — матчи до 4 побед 

1/4 финала — 1/2 финала — матчи до 5 побед 

Финал — матч до 6 побед

## Рейтинговые очки
| Чемпион | Финалист | 1/2 финала | 1/4 финала | 1/8 финала | 1/16 финала | 1/32 финала | 1/64 финала |
| ------- | -------- | ---------- | ---------- | ---------- | ----------- | ----------- | ----------- |
| 300     | 220      | 160        | 110        | 70         | 40          | 20          | 0 (10)      |

## Результаты
| Дата                 | Победитель     | Финалист         | Счёт |
| -------------------- | -------------- | ---------------- | ---- |
| 23 — 27 июня         | Бьёрн Ханевеер | Эндрю Аткинсон   | 6:2  |
| 3 — 8 августа        | Сяо Годун      | Ноппадол Сангнил | 6:5  |
| 25 — 29 августа      | Шокат Али      | Майкл Уайт       | 6:3  |
| 19 — 24 октября      | Крейг Стидман  | Майк Халлетт     | 6:1  |
| 9 — 14 ноября        | Крис Норбери   | Эльфи Бёрден     | 6:2  |
| 27 февраля — 4 марта | Сяо Годун      | Джек Лисовски    | 6:0  |
| 25 — 29 марта        | Тепчайя Ун-Нух | Ли Пэйдж         | 6:3  |
| 5 — 9 мая            | Джо Джогия     | Бен Вулластон    | 6:5  |

## Рейтинг
Ниже представлен рейтинг 8 игроков, набравших лучшие показатели по итогам сезона. Всего в списке 127 игроков.
| No | Игрок            | Турнир 1 | Турнир 2 | Турнир 3 | Турнир 4 | Турнир 5 | Турнир 6 | Турнир 7 | Турнир 8 | Очки за сезон |
| -- | ---------------- | -------- | -------- | -------- | -------- | -------- | -------- | -------- | -------- | ------------- |
| 1  | Джо Джогия       | 20       | 70       | 0        | 20       | 40       | 110      | 110      | 300      | 670           |
| 2  | Сяо Годун        | 10       | 300      | 0        | 40       | 0        | 300      | 20       | 0        | 670           |
| 3  | Ли Пэйдж         | 0        | 0        | 110      | 110      | 110      | 70       | 220      | 20       | 640           |
| 4  | Бьёрн Ханевеер   | 300      | 40       | 70       | 110      | 0        | 110      | 0        | 0        | 630           |
| 5  | Стивен Роулингс  | 0        | 10       | 70       | 160      | 110      | 70       | 0        | 160      | 580           |
| 6  | Бен Вулластон    | 20       | 0        | 40       | 40       | 110      | 0        | 110      | 220      | 540           |
| 7  | Ноппадол Сангнил | 70       | 220      | 20       | 70       | 40       | 20       | 70       | 40       | 550           |
| 8  | Крейг Стидман    | 20       | 110      | 40       | 300      | 20       | 20       | 20       | 0        | 530           |